# Casas de Reina
Pour les articles homonymes, voir Casas.
Casas de Reina est une commune d’Espagne, dans la province de Badajoz, communauté autonome d'Estrémadure.